# Parco museo S'abba frisca
Il parco museo S'Abba Frisca si trova a pochi chilometri da Dorgali e Cala Gonone nella valle di Littu lungo la strada che conduce alla spiaggia di Cala Cartoe. Nasce dalla passione di Portolu Secci e della sua famiglia che hanno saputo valorizzare gli spazi e le strutture della vecchia azienda agricola per creare quello che oggi è considerato un museo unico nel suo genere in Sardegna.
Lungo un suggestivo percorso botanico si trovano quindici ambienti museali. 
All'interno del parco l'elemento dominante è l'acqua: alimentate dalla sorgente di S'abba frisca numerose fontane, cascate e zampilli arricchiscono l'itinerario che si snoda tra camminamenti megalitici, siepi ed alberi secolari.
Protagonista è  la macchia mediterranea nella quale si presta  particolare attenzione alle piante che furono d'ausilio all'uomo fino ad un passato non troppo remoto: piante officinali per la cura di diverse malattie o tintorie per la colorazione dei tessuti, cortecce e bacche conosciute e soprattutto riconosciute dall'uomo per le loro proprietà.

## L'itinerario
Il percorso etnografico si sviluppa tra interni ed esterni dove sono esposti circa 4500 pezzi della cultura barbaricina: il carro, l'aratro, l'antica mola asinaria, la macchina per ferrare i buoi, ma anche l'officina del fabbro, il frantoio in pietra a trazione animale, la cucina con il forno per il Pane carasau, gli oggetti necessari alla filatura e tessitura, o semplicemente i ferri da stiro, le bilance o le misure di capacità. Di particolare interesse il capanno del pastore, su cuile, risalente al XIX secolo e realizzato in pietra basaltica e tronchi di ginepro.
Significative della produzione artigianale dorgalese sono le sciabole dell'’800 o  leppas de chittu,  con impugnatura  in lamina di ottone finemente  lavorata  a bulino e decorata in argento. 
I due percorsi si intrecciano in continuazione a voler sottolineare il forte legame tra uomo e natura mentre si scoprono oggetti di cui si è persa la memoria.
S'abba frisca è punto di riferimento per le scuole, ospita laboratori didattici e dimostrazioni di arti e mestieri antichi. Tra questi la molitura del grano con la mola asinaria e la produzione e cottura del pane carasau.
Il museo è aperto nel periodo estivo tutti i giorni dalle 9 alle 13 e dalle 15 alle 19. Nel periodo invernale il parco è visitabile su prenotazione. Per tutto l'anno è comunque attivo il servizio di visita guidata.

## Galleria d'immagini

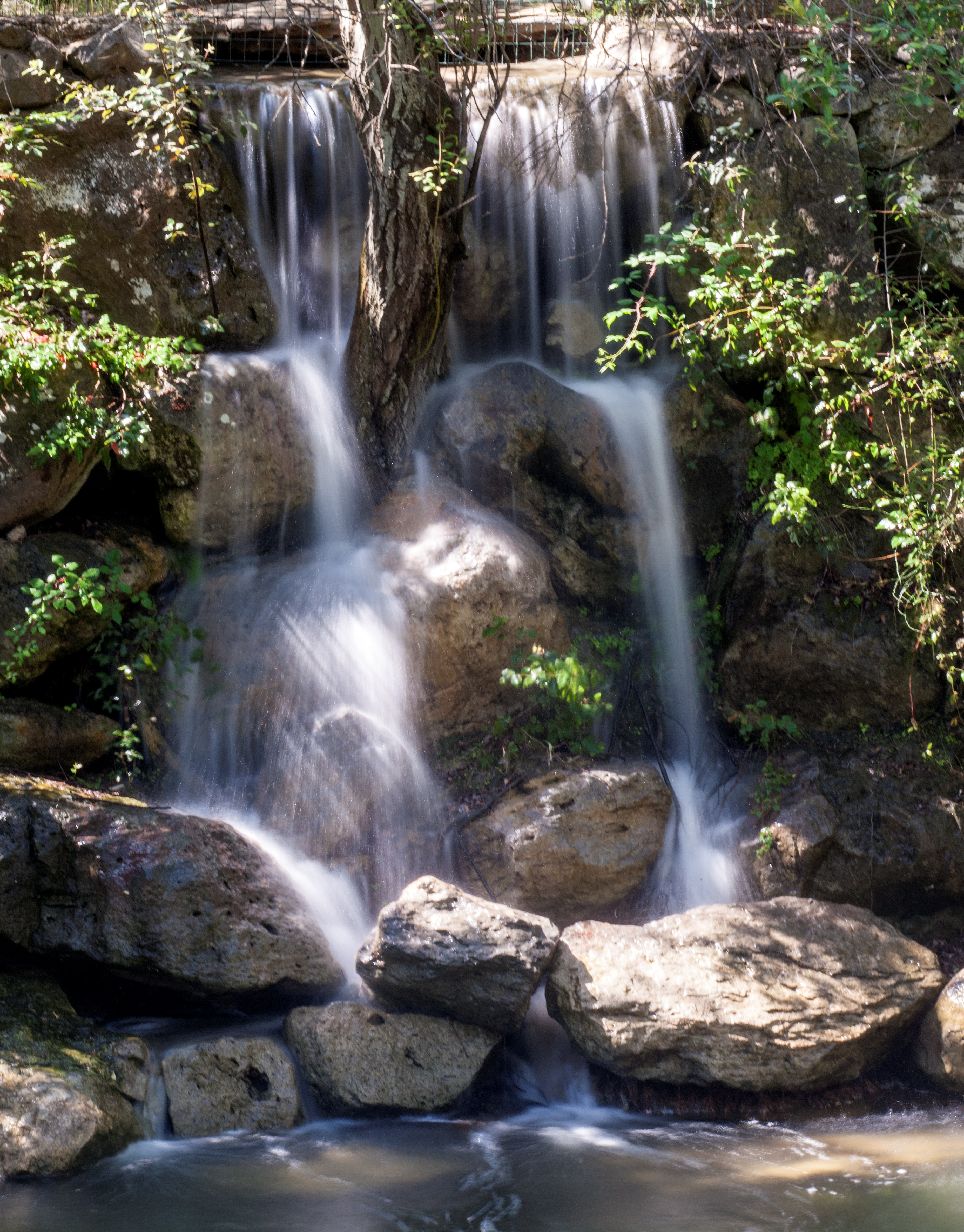
Una delle cascate del Parco Museo S'Abba Frisca